# Cap Manuel
Das Cap Manuel bezeichnet die Südspitze der Cap-Vert-Halbinsel im Senegal, die den äußersten Westen des Kontinentes Afrika bildet und die einen neun Kilometer weiten keilförmigen Vorsprung nach Süden ausformt. So sind östlich von Cap Manuel die Baie de Gorée und die Rade de Dakar vor Wind und Wellen des Atlantik geschützt. Dies machte die Insel Gorée zu einem bevorzugten Ankerplatz für die aus Europa kommenden Seefahrer vieler Nationen und führte schließlich zum Bau der Hafenstadt Dakar, deren Innenstadtbezirk Dakar Plateau von Cap Manuel aus rund dreieinhalb Kilometer nach Norden reicht. 
Zum militärischen Schutz der Hafeneinfahrt von Dakar waren die Felsklippen von Cap Manuel mit Geschützstellungen befestigt. Am nördlichen Straßenrand der Küstenstraße, die als Avenue Pasteur bzw. als Route de la Corniche Est die Halbinsel von Cap Manuel umrundet, steht ein kleiner Leuchtturm, der der Sicherheit der Hafenzufahrt diente. Auf diese Stelle zeigen die mit dem Artikel verbundenen Koordinaten.
1445 erreichte der portugiesische Seefahrer Dinis Dias die Cap-Vert-Halbinsel und die Insel Gorée und hatte somit auch als erster europäischer Seefahrer Cap Manuel umrundet. Diesen Namen dürfte es allerdings erst später erhalten haben, denn erst König Manuel I. gab diesem Namen ab 1495 für portugiesische Seefahrer die nötige geschichtliche Bedeutung.